# Івшем
І́вшем — містечко та парафія в Англії, у графстві Вустершир. Розташоване на річці Ейвон. Поселення засноване у VIII столітті навколо Івшемського монастиря та було під владою івшемського абатства. У 1265 році поблизу містечка відбулася битва, у якій син короля Генріха III переміг графа Лестерського Симона де Монфора. У середині XVI століття абатство було ліквідоване. Населення складає близько 25 тисяч осіб. Центр сільського господарства, зокрема вирощування садових культур.

## Історія
За переказами Івшемське абатство було засноване свинопасом, якому на цьому місці явилася Діва Марія, на початку VIII століття.
У 1265 році поблизу Івшема відбулася битва, яка фактично завершила Другу баронську війну

## Персоналії

### Уродженці
- Конрад Воддінгтон (1905—1975) — британський біолог, дослідник в галузі біології розвитку, генетики та еволюційної біології, засновник епігенетики.

### Померли
- Симон де Монфор, 6-й граф Лестер (1208—1265) — англійський політичний та військовий діяч, 6-й граф Лестер, 1-й граф Честер, засновник Палати громад англійського парламенту, загинув у битві неподалік.
- Муціо Клементі (1752—1832) — італійський композитор, піаніст і педагог, що жив переважно в Англії.
- Джиммі Таттерсолл (1942-1997) - британський тенісист, останні роки життя провів у місті